# Oceanic Remixes Vol. III
Oceanic: Remixes Vol. III – wydawnictwo z remiksami utworów grupy Isis. Płyta gramofonowa jest trzecią częścią czteroelementowej serii remiksów z płyty Oceanic stworzonej przez rozmaitych twórców. Limitowana do 2500 kopii w jednej kolorystyce.

## Lista utworów
1. "Maritime" (Mike Patton remix) – 03:42
2. "Hym" (Thomas Koner remix) – 06:18
3. "Maritime" (Teledubgnosis remix) – 09:24